# Jakob Gienger von Grienpichel
Jakob Gienger von Grienpichel (auch von und zu Grünbühel) (* 9. August 1510 in Ulm?; † 29. November 1578) entstammte einem Ulmer Patriziergeschlecht und war Vizedom in Österreich ob der Enns.

## Leben

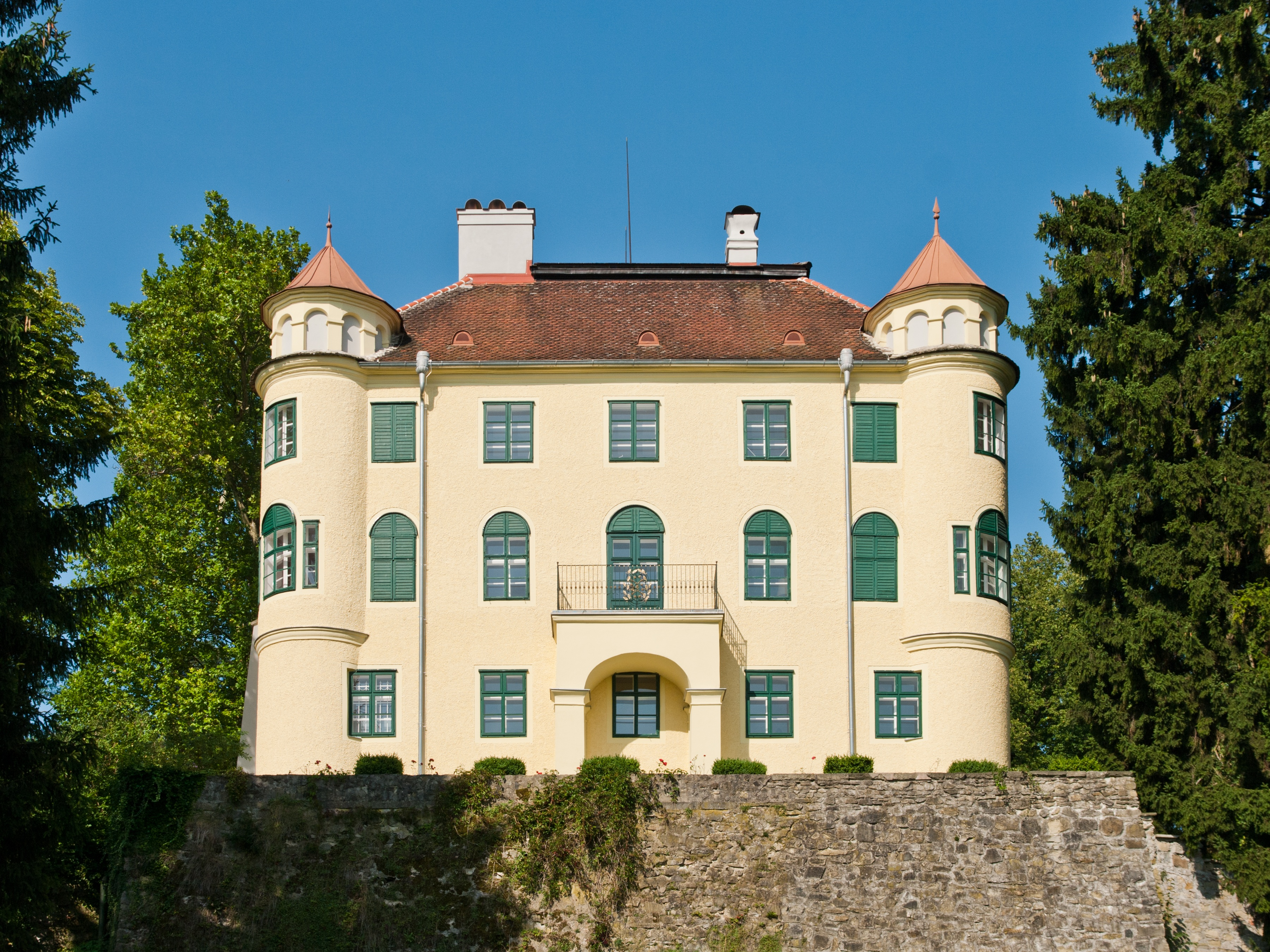
Schloss Grünbühel (Grünbichl) in Kilb

Jakob war der vierte Sohn von Ritter Ernst Damian (Damian I.) Gienger (um 1475–1556) und der Ursula Schütz von Raittenau (um 1480–1523). Sein ältester Bruder Georg Gienger von Rotteneck war ab 1538 Vizekanzler Ferdinand I. Wie seine zehn Brüder ging auch Jakob nach Österreich und war zuerst kaiserlicher Mautner in Ybbs an der Donau. Dann wurde er Hofpfennig- und Kuchelmeister der jüngeren Erzherzoge Karl II. und Ferdinand II. und kaiserlicher Landrat. 1550 besaß Jakob Gülten von Kilb, die vorher den Velderndorfern gehörten und 1552 erwarb er von Kilian von Velderndorf Gut und Schloss Grünbühel, dass dann zum Stammsitz dieser Linie wurde. Von 1554 bis 1560 war Jakob Gienger Vizedom in Österreich ob der Enns und niederösterreichischer Hofkammerrat in Wien. 1565 und 1568 war er königlicher Administrator der Bergkammer zu Neusohl in den ungarischen Bergstädten.
Jakob Gienger war zweimal verheiratet, die erste Ehe mit Elisabetha von Haideck blieb kinderlos. Seine zweite Frau Barbara Kölnpöck, Tochter des edelvesten Niklas Kölnpöck zu Salaberg und der Martha Kornstock, ehelichte er am 17. November 1551 im Schloss Salaberg. Sie hatten fünf Kinder und gründeten die Linie der Gienger zu Grünbühel. Sein Sohn Niklas wurde 1608 in den Freiherrnstand erhoben.